# Tara (zoologia)
Tara Peckham & Peckham, 1886 è un genere di ragni appartenente alla famiglia Salticidae.

## Distribuzione
Delle tre specie note di questo genere, due sono diffuse nel Nuovo Galles del Sud, regione australiana; la T. gratiosa, invece, è endemica dell'Isola di Lord Howe, 600 km al largo delle coste australiane.

## Tassonomia
La specie tipo fu descritta per la prima volta nel 1882 da Keyserling con la denominazione Atrytone anomala.
A maggio 2010, si compone di tre specie:
- Tara anomala (Keyserling, 1882)[2] — Nuovo Galles del Sud
- Tara gratiosa (Rainbow, 1920) — Isola Lord Howe
- Tara parvula (Keyserling, 1883) — Nuovo Galles del Sud